# Melting Millions (film fra 1917)
Melting Millions er en amerikansk stumfilm fra 1917 af Otis Turner.

## Medvirkende
- Sydney Deane som Onkel Peter
- Cecil Holland som Casey
- Velma Whitman som Mrs. Wilson
- George Walsh som Jack Ballantine
- Frank Alexander som Bailey